# Coeficients de Fresnel
Els coeficients de Fresnel (en honor del físic francès Augustin Fresnel) són uns paràmetres que permeten mesurar la relació entre els camps elèctrics transmesos i reflectits quan una ona experimenta un canvi en les propietats del medi pel qual es propaga.
Quan una ona electromagnètica incideix en la interfície, o superfície de separació entre dos medis amb diferents índexs de refracció ({\displaystyle n_{i}} i {\displaystyle n_{t}}), una part es transmetrà i una altra es reflectirà en el mateix. Sí l'angle d'incidència és {\displaystyle \theta _{i}} i {\displaystyle \mu _{i}}, sabem que: {\displaystyle \theta _{i}=\theta _{r}} és a dir que l'angle d'incidència és igual al de reflexió. Per la llei de Snell, hem de {\displaystyle n_{i}\sin {\theta _{i}}=n_{t}\sin {\theta _{t}}} és a dir que l'angle de transmissió a través del nou material dependrà dels coeficients de refracció {\displaystyle n={\sqrt {\frac {\epsilon \mu }{\epsilon _{0}\mu _{0}}}}} d'ambdós materials i de l'angle d'incidència.
- Es defineix el coeficient de reflexió com la raó entre el camp elèctric reflectit per l'incident:

{\displaystyle R={\frac {E_{r}}{E_{i}}}}
- Es defineix el coeficient de transmissió la raó entre el camp elèctric transmès per l'incident:

{\displaystyle T={\frac {E_{t}}{E_{i}}}}
La transmissió i la reflexió depenen de la polaritat de l'ona en traspassar el medi (això es deu a com interacciona l'ona plana amb la interfície), de manera que els coeficients de Fresnel seran perpendiculars al pla d'incidència (pla pel qual viatja l'ona i perpendicular a la interfície) i paral·lels al pla d'incidència.
- Coeficients perpendiculars:

{\displaystyle R_{\bot }={\frac {{\frac {n_{t}}{\mu _{t}}}\cos \theta _{i}-{\frac {n_{i}}{\mu _{i}}}\cos \theta _{t}}{{\frac {n_{t}}{\mu _{t}}}\cos \theta _{i}+{\frac {n_{i}}{\mu _{i}}}\cos \theta _{t}}}}
{\displaystyle T_{\bot }={\frac {2{\frac {n_{t}}{\mu _{t}}}\cos \theta _{i}}{{\frac {n_{i}}{\mu _{i}}}\cos \theta _{t}+{\frac {n_{t}}{\mu _{t}}}\cos \theta _{i}}}}
- Coeficients paral·lels:

{\displaystyle R_{\bot }={\frac {{\frac {n_{i}}{\mu _{i}}}\cos \theta _{i}-{\frac {n_{t}}{\mu _{t}}}\cos \theta _{t}}{{\frac {n_{i}}{\mu _{i}}}\cos \theta _{i}+{\frac {n_{t}}{\mu _{t}}}\cos \theta _{t}}}}
{\displaystyle T_{\|}={\frac {2{\frac {n_{t}}{\mu _{t}}}\cos \theta _{i}}{{\frac {n_{i}}{\mu _{i}}}\cos \theta _{i}+{\frac {n_{t}}{\mu _{t}}}\cos \theta _{t}}}}
On els subíndexs t/i indiquen les ona transmesa/incident o el segon medi/primer medi segons s'apliqui a angles o índexs de refracció i també permeabilitats magnètiques, respectivament.
Només cal combinar tots dos per tenir una ona qualsevol interaccionant en una interfície.